# Polestar 1
Polestar 1 – hybrydowy samochód sportowy klasy średniej produkowany pod chińsko-szwedzką marką Polestar w latach 2019–2021.

## Historia i opis modelu

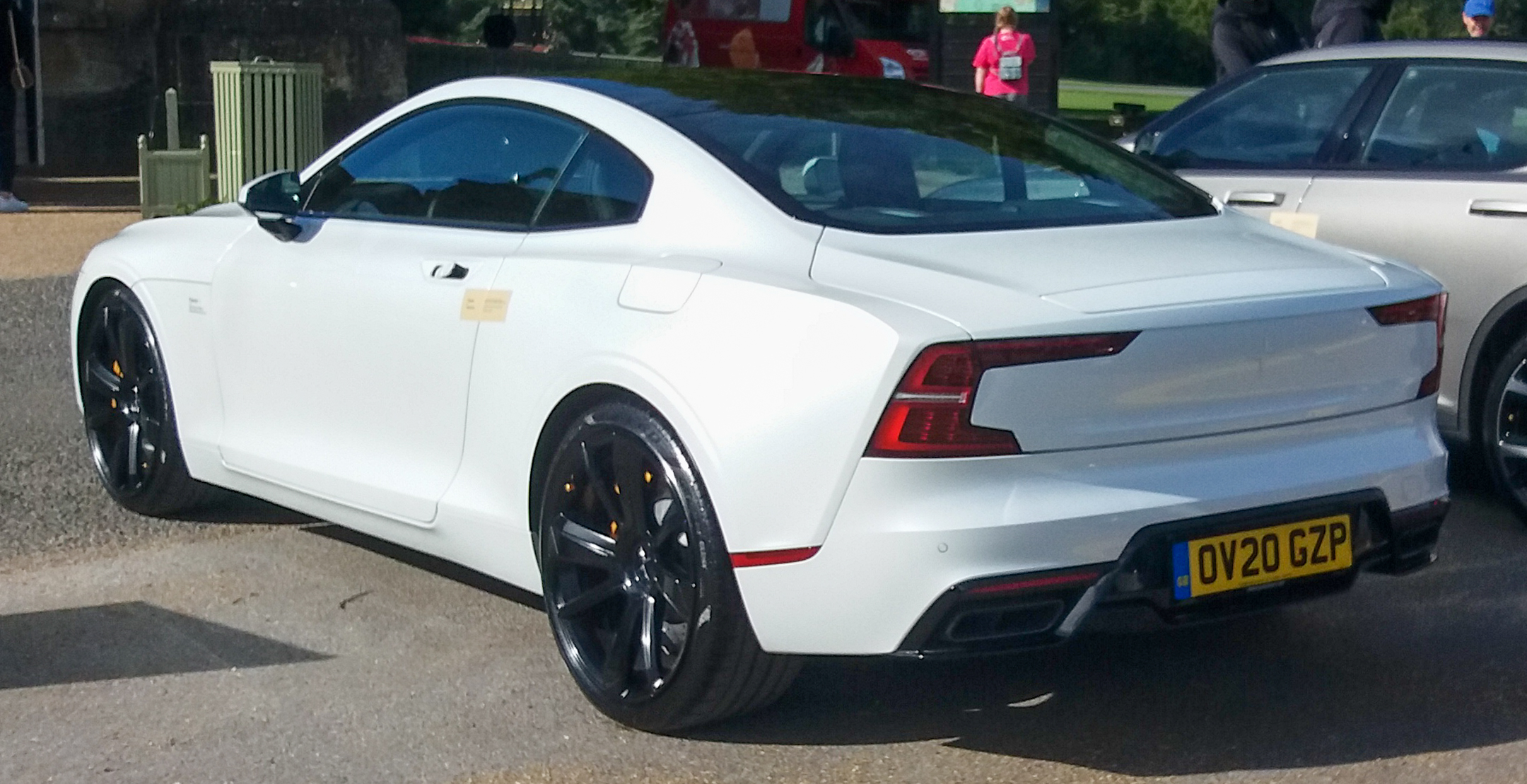
Polestar 1 - tył

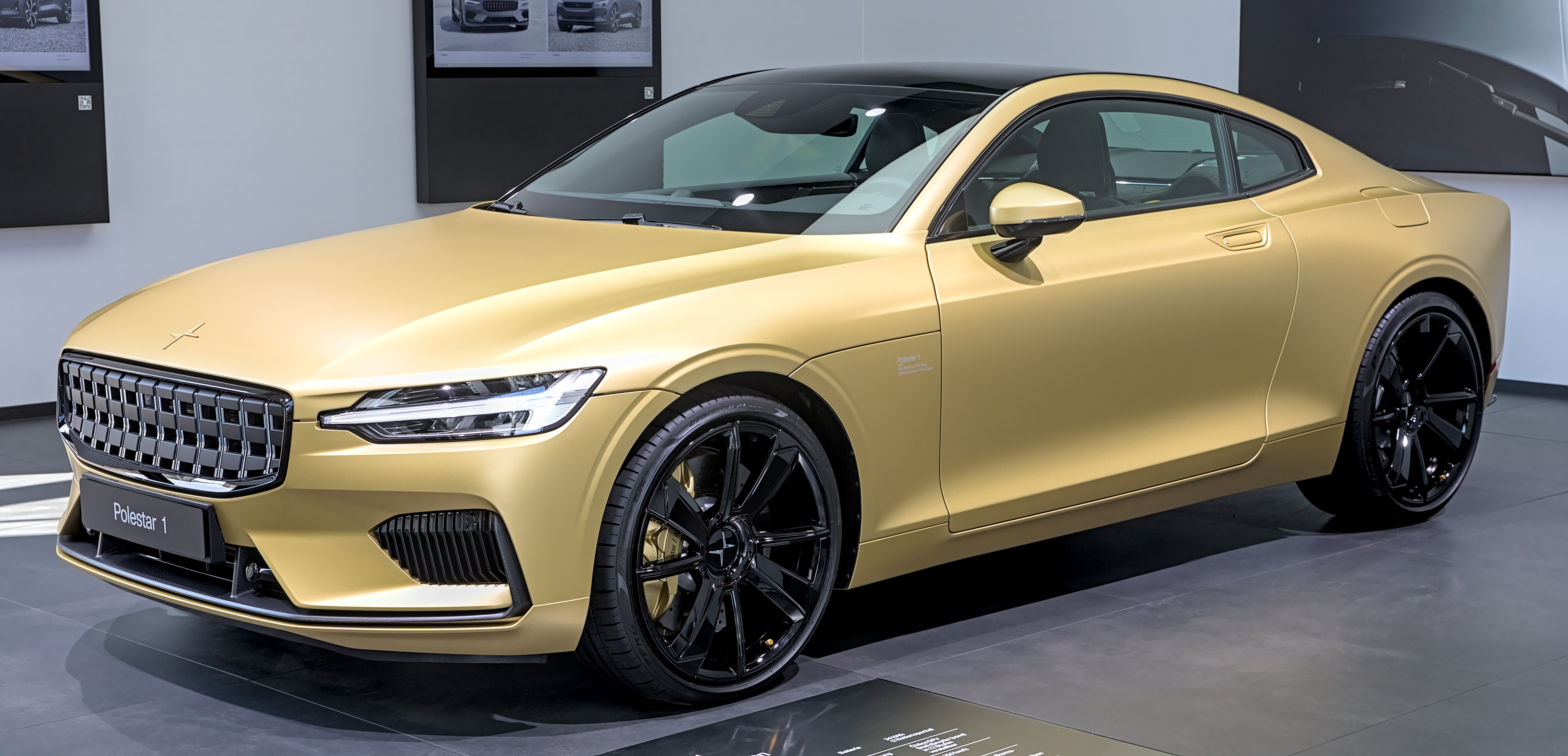
Polestar 1 Gold Edition

Jest to pierwszy w historii pojazd opracowany z myślą o utworzonej w 2017 roku nowej marce samochodów Polestar należącej do chińskiego koncernu Geely. Samochód został po raz pierwszy oficjalnie zaprezentowany 17 października 2017 roku. Pod względem stylistycznym samochód został rozwinięciem prototypu Volvo Concept Coupé, który w marcu 2013 roku stanowił pierwotnie wprowadzenie do nowego języka stylistycznego Volvo. W efekcie, samochód w obszernym zakresie oddawał cechy wówczas oferowanych produktów szwedzkiej firmy, na czele z podłużnymi reflektorami z motywem młotu Thora, lampami tylnymi w kształcie litery "C" czy zwartą sylwetką z wyraźnie zarysowaną linią błotników.
Polestar 1  powstał na zmodernizowanej platformie SPA wspóldzielonej głównie z różnymi modelami Volvo. Jego nadwozie w dużej mierze wykonano z włókna węglowego, dzięki czemu jest o 45% sztywniejsze. Samochód jest 2-drzwiowym, 4-miejscowym coupé z układem foteli 2+2 umieszczonych w dwóch rzędach. Podobnie jak nadwozie, także i kabina pasażerska w obszernym zakresie odtworzyła estetykę modeli Volvo z minimalistycznym wzornictwem, pionowymi nawiewami i centralnie umieszczonym dotykowym ekranem o przekątnej 12,3 cala.

### Sprzedaż
Za produkcję modelu oddelegowano zakłady w Chengdu w Chinach. Samochód przeznaczono do sprzedaży na wyselekcjonowanych rynkach Europy Zachodniej oraz w Stanach Zjednoczonych. Cena w momencie sprzedaży wynosiła 155 tysięcy dolarów na rynku amerykańskim. Po dwóch latach małoseryjnej produkcji, w lutym 2021 roku Polestar ogłosił, że do grudnia tego samego roku zbudowana zostanie finalna seria ze wszystkich przewidzianych 1500 zbudowanych samochodów. Zwieńczeniem obecności tego modelu na rynku była specjalna, ograniczona do 25 sztuk seria "Golden Edition" wyróżniająca się złotym, matowym malowaniem.

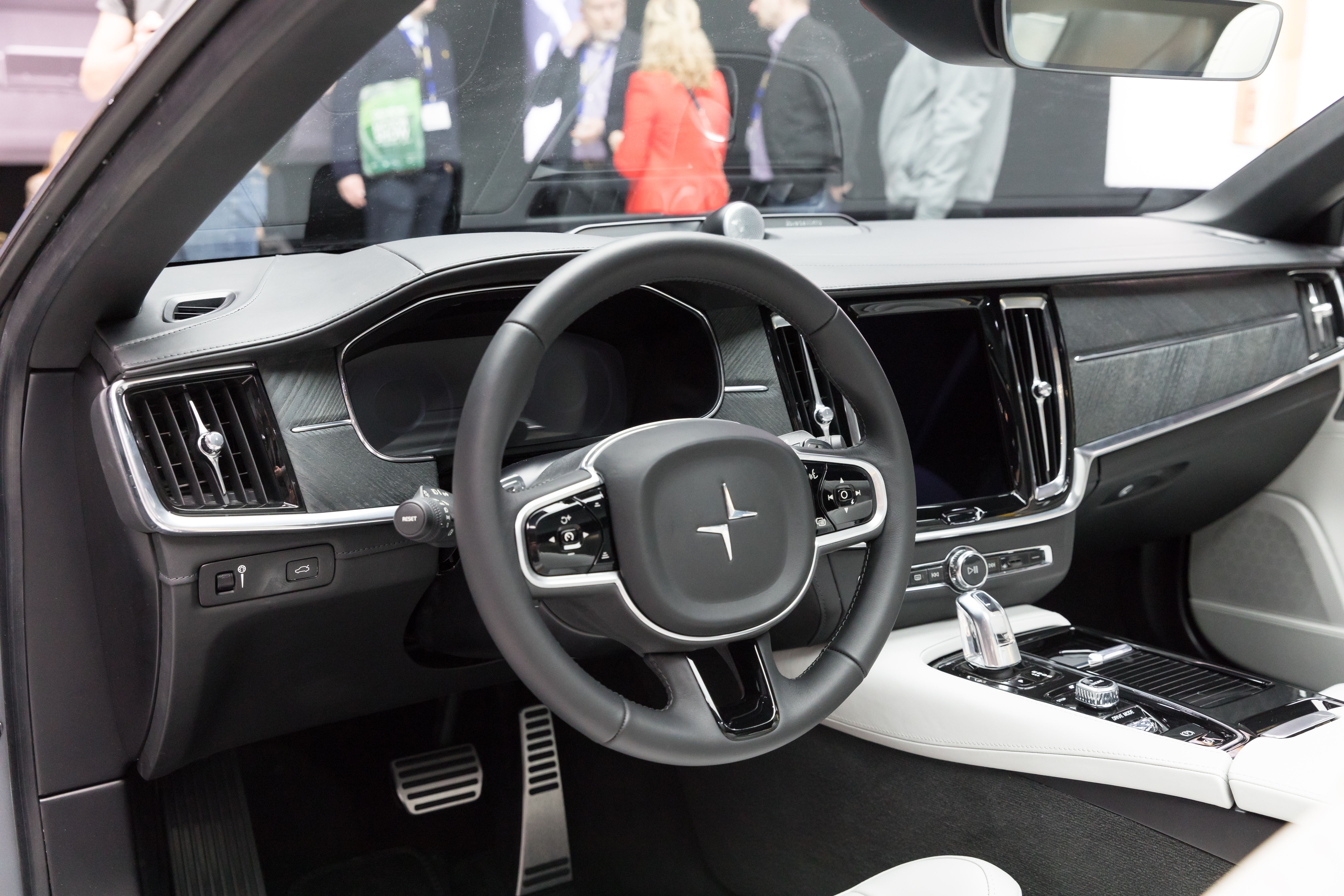
Polestar 1 - kokpit

### Dane techniczne
Samochód napędzany jest przez spalinowo-elektryczny układ hybrydowy o łącznej mocy 600 KM i 1000 Nm maksymalnego momentu obrotowego, który trafia na obie osie za pomocu napędu AWD, co pozwala rozpędzić się do 100 km/h w 4,2 sekundy i osiągnąć prędkość maksymalną 250 km/h. Z tyłu zastosowano aktywny dyferencjał z systemem wektorowania momentu obrotowego pomiędzy kołami. W trybie w pełni elektrycznym Polestar 1 jest w stanie pokonać do 150 kilometrów.